# International Advertising & Design DataBase
Die International Advertising & Design DataBase (IADDB) ist eine Datenbank mit Online-Zugängen zu Publikationen rund um künstlerisch gestaltete Werbung und Design. Die nicht kommerzielle, nahezu gleichlautende Stiftung the International Advertising & Design DataBase wurde 2014 in den Niederlanden gegründet als Hommage an Hans Sachs und beabsichtigt, dort weiterzumachen, wo der Plakat- und Grafiksammler umständehalber aufhören musste.
Die IADDB will zunächst seltene, gemeinfreie Werbe- und Design-Magazine und Zeitschriften öffentlich zugänglich machen. Neben raren Drucken soll nach und nach ein Index mit den Namen von Künstlern, deren Biographien, Künstlersignaturen und Monogrammen aufgebaut und vervollständigt werden. Hierzu bittet die Stiftung auf ihrer Webseite öffentlich um aktive Teilnahme zur Ergänzung von Informationen wie Bildern, Namen, und anderen hilfreichen Informationen zur Vervollständigung.
Die IADDB wird von einzelnen Stiftern gefördert, die jeweils den Gegenwert von zuletzt 50.000 $ einbrachten. Die erste dieser Stifterinnen war die in Amsterdam sitzende Stiftung Het ReclameArsenaal.